# José María Mohedano
José María Mohedano Fuertes (Madrid, 1948) es un abogado y político español, diputado en el Congreso de los Diputados en la IV y V Legislatura y activista a favor de los derechos humanos.

## Biografía
Licenciado en Derecho por la Universidad Complutense de Madrid y en Periodismo por la Escuela de la Iglesia, se ha especializado en derecho constitucional y en Derechos humanos. Entre 1966 y 1969 formó parte del Frente de Liberación Popular (Felipe), y el 1969 ingresó en el PCE. Tras licenciarse, trabajó en el
bufete del futuro diputado Gregorio Peces-Barba defendiendo acusados ante el Tribunal de Orden Público y a los dirigentes de Comisiones Obreras en el Proceso 1001.
Fue vicepresidente de la Asociación de Jóvenes Abogados del Colegio de abogados de Madrid e intervino como defensor en el caso de los perjudicados por el Síndrome tóxico y como acusador en el caso del asesinato de Yolanda González. El 24 de enero de 1977, día en que se produjo la Matanza de Atocha, Mohedano se encontraba reunido con Paquita Sauquillo en un despacho del PCE en la calle Atocha 49, al cual fueron en una decisión de última hora en vez de ir al despacho donde posteriormente se produjo la matanza. Después participaría como acusador particular en el juicio de los implicados en el atentado.
Fue miembro del Comité del Consejo de Europa para la prevención de la tortura y del Comité de Honor de la Asociación Pro Derechos Humanos de España que presidió en los años 80. Cuando en 1980 se produjo la crisis entre eurocomunistas y prosoviéticos abandonó el PCE en el que había militado durante una década. Ingresó en el PSPV-PSOE en 1986, partido con el cual fue diputado por la provincia de Valencia en las elecciones generales españolas de 1989 y 1993.
En 1993 el Grupo Socialista le nombró nuevo portavoz parlamentario.
Inmediatamente se dio a conocer su alto nivel de vida y especialmente su uso de un coche marca Jaguar, vinculado a un empresario acusado en tramas de corrupción, Pinto Fontán, por lo que fue obligado a dimitir.
El 1996 no se presentó a la reelección. Desde entonces se ha dedicado al ejercicio privado de la abogacía, desde Despacho Mohedano & Morales Abogados Asociados y otros.

## Obras
- Historia de la represión. Constitución: cuenta atrás. ETA Operación Galaxia y otros terrorismos Cono Marcos Peña, Madrid, Editorial Casa de Campo, 1978.
- Ineficacia, descrédito e inseguridad Temas para el debate, ISSN 1134-6574, N.º. 124, 2005 (Ejemplar dedicado a: La justicia: ¿poder o servicio público?), pags. 51-54
- Los jueces, nuevos actores de la política Sistema: Revista de ciencias sociales, ISSN 0210-0223, N.º 130, 1996, pags. 5-12
- La prevención de la tortura y de los malos tratos Derechos y libertades: Revista del Instituto Bartolomé de las Casas, ISSN 1133-0937, Año n.º 1, N.º 1, 1993, pags. 491-502
- La ley de protección de la seguridad ciudadana Cono Álcaro Cuesta, Leviatán: Revista de hechos e ideas, ISSN 0210-6337, N.º 47, 1992, pags. 5-20
- La izquierda y las elecciones generales Leviatán: Revista de hechos e ideas, ISSN 0210-6337, N.º 23-24, 1986, pags. 5-10
- La ocupación israelí de Gaza y Cisjordania Leviatán: Revista de hechos @e ideas, ISSN 0210-6337, N.º 10, 1982, pags. 49-54.
- ¿Quien defiende al fumador? Madrid, Espasa Calpe, 2006.